# I (quotidiano)
i è un quotidiano britannico pubblicato a Londra da Daily Mail and General Trust e distribuito in tutto il Regno Unito. È rivolto a "lettori ed ex lettori" di tutte le età e pendolari con un tempo limitato, ed è stato originariamente lanciato nel 2010 come giornale gemello di The Independent. Successivamente è stato acquisito da Johnston Press nel 2016 dopo che The Independent è passato alla sola pubblicazione in digitale. i è passato sotto il controllo di JPIMedia il giorno dopo che la Johnston Press ha presentato istanza di amministrazione il 16 novembre 2018. Il giornale e il suo sito web sono stati acquistati dal Daily Mail and General Trust (DMGT) il 29 novembre 2019 per 49,6 milioni di sterline.
i è stato nominato British National Newspaper of the Year nel 2015.
Fin dalla sua nascita, i ha ampliato il suo layout e la sua copertura, aggiungendo sezioni speciali per eventi importanti e rinnovando la sua edizione del fine settimana. Il giornale ha avuto una diffusione media giornaliera di 302 757 copie nel marzo 2013, significativamente più di The Independent, anche se da allora questa cifra ha continuato a diminuire ed è scesa a 233.869 a febbraio 2019. Il giornale è classificato come "di qualità" nel mercato del Regno Unito, ma è pubblicato nel formato tabloid compact.